# Reginald E. Gilliam Jr.
Reginald Earl Gilliam Jr. (geboren am 29. Dezember 1944 in Harlem, gestorben am 28. März 2012 in Washington, D.C.) war ein amerikanischer Jurist. Von 1980 bis 1983 war er Mitglied der Interstate Commerce Commission.

## Leben
Reginald E. Gilliam Jr. wuchs als Sohn eines Schlafwagenschaffners der Pullman Company in Harlem, New York auf. Von 1956 bis 1958 besuchte er die E. W. Stitt Jr. High School und anschließend bis 1961 die George Washington High School. 1965 schloss er die Lincoln University ab. Bis 1968 studierte er an der Harvard Law School und schloss diese mit Juris Doctor ab. Dort gründete er die Harvard Black Law Students Association.
Nach dem Studium arbeitete er bis Mai 1969 als wissenschaftlicher Mitarbeiter an der Syracuse University und als Rechtsberater in einer Sozialeinrichtung in Utica. Anschließend war er bis zum 30. Juni 1972 Lehrkraft an der State University of New York in Albany. Dem folgte eine Tätigkeit bis zum 28. Februar 1975 als stellvertretender Dekan am Williams College in Williamsburg. Dort unterrichtete er Politikwissenschaft und Recht.
Vom 1. März 1975 bis 1980 war er Berater des demokratischen Senators John Glenn. Am 12. Dezember 1979 wurde er von Präsident Jimmy Carter für den seit 1975 vakanten Sitz von Kenneth H. Tuggle in der Interstate Commerce Commission nominiert. Nach der Bestätigung durch den Senat am 2. April 1980 trat er am 21. April 1980 sein Amt an. Die reguläre Amtszeit ging bis zum 31. Dezember 1982. Da noch kein Nachfolger nominiert war, blieb er bis zum 1. Februar 1983 im Amt. Sein Nachfolger wurde Andrew John Strenio Jr.
Anschließend wechselte er ins Wahlkampfteam von John Glenn im Präsidentschaftswahlkampf 1984. Nachdem dieser im demokratischen Vorwahlkampf unterlag, wechselte er als Dozent und Berater an die George Washington University. Dem folgte 1986 bis 1989 eine Tätigkeit im Verkehrsministerium von New York. Ab 1991 bis 1993 war er Personalleiter des demokratischen Kongressabgeordneten Louis Stokes. 1993 wechselte er zum Lobby-Unternehmen Hill and Knowlton. Ab 2002 war er für Sodexo im Lobbybereich tätig.
Er saß im Aufsichtsrat des Williams College von 1979 bis 1984, der Lincoln University ab 1996 und der University of the District of Columbia 1999 bis 2003.
Reginald E. Gilliam Jr. starb an den Folgen einer Lymphknotenerkrankung. Er war seit 1960 mit Arleen Fain verheiratet.